# 约翰·托兰德

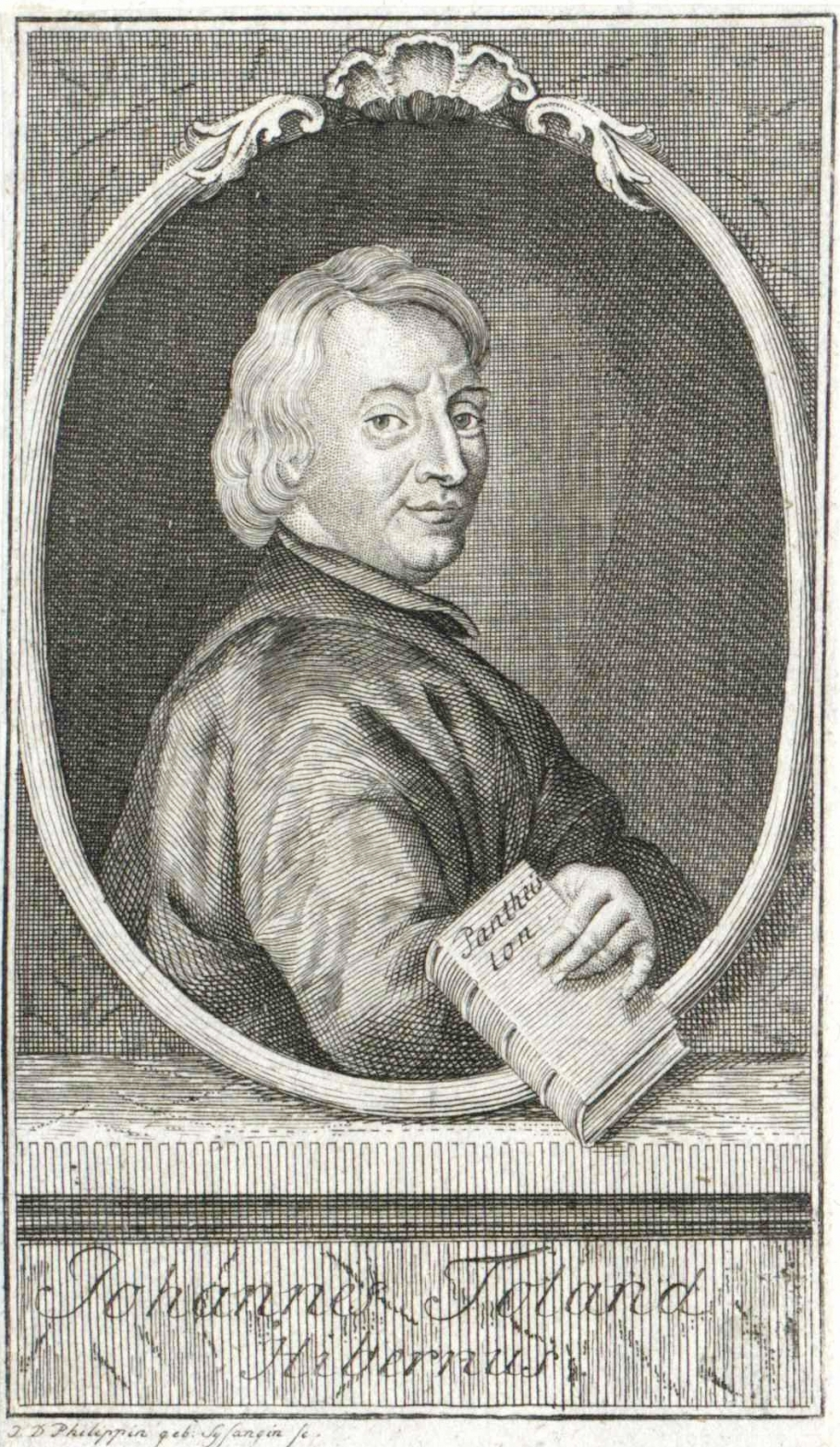
托兰德

约翰·托兰德（英語：John Toland，1670年11月30日—1722年3月11日），是一位爱尔兰理性主义哲学家和自由思想家。他写了许多关于政治哲学和宗教哲学的书籍和小册子，这些都是启蒙时代哲学的早期表达。他出生于爱尔兰，曾在爱丁堡大学、萊頓大學和牛津大学接受教育，并受到约翰·洛克哲学的影响。
托兰德批判笛卡尔的哲学，主张物体有广延性，也有内在的能动性，并认为这是物质的本质属性。他不同意斯宾诺莎实体不动之说，认为不灭的物体实体永远在运动，他设想除了机械运动外，还可能有其他的运动形式。他反对洛克关于第二性的质的观点，强调第二性的质也是客观的。
托兰德从基督教开始，經歷自然神論，终于倾向泛神論，他宣扬以一种以“真理、自由、健康”为崇拜对象的“新宗教”。托兰德發明了「泛神論」（Pantheism）這個新詞語去描述斯賓諾莎及其衍伸的一些哲學思想，從其不同時間的著作思想，也可看出其信仰的變化。其主要著作有《基督教并不神秘》（Christianity not Mysterious （页面存档备份，存于），1696）、《上塞琳娜书》（Letters to Serena （页面存档备份，存于），1704）、《泛神论者的神像》（Pantheisticon，1720）等。